# Hội khỏe Phù Đổng
Hội khoẻ Phù Đổng là Đại hội Thể dục Thể thao trong nhà trường phổ thông dành cho học sinh Việt Nam, do ngành Giáo dục Việt Nam tổ chức. Kỳ thi này có rất nhiều bộ môn thể thao được thi đấu như: bóng đá, bóng rổ, bóng chuyền, bơi lội, cầu lông, đá cầu,...
Hội khỏe Phù Đổng toàn quốc được tổ chức bốn năm một lần, cấp khu vực được tổ chức bốn năm một lần, cấp tỉnh (tỉnh, thành phố trực thuộc Trung ương) tổ chức hai năm một lần, cấp huyện (quận, huyện, thị xã, thành phố trực thuộc tỉnh) tổ chức hai năm một lần, cấp trường tổ chức mỗi năm một lần. Do vậy, trong 12 năm học, học sinh Việt Nam chỉ có thể tham gia tối đa 3 kỳ HKPĐ cấp quốc gia và cấp khu vực, 6 kỳ HKPĐ cấp tỉnh và cấp huyện.

## Mục đích
Hội khỏe Phù Đổng được tổ chức để góp phần duy trì và đẩy mạnh cuộc vận động "Toàn dân rèn luyện thân thể theo gương Bác Hồ vĩ đại", thường xuyên tập luyện và thi đấu các môn thể thao trong học sinh phổ thông để nâng cao sức khoẻ, phát triển thể chất toàn diện cho học sinh. Hội thi này cũng được tổ chức để phát hiện, bồi dưỡng và đào tạo tài năng thể dục thể thao cho đất nước; tổng kết, đánh giá công tác giáo dục thể chất và hoạt động thể thao trong các trường học.

## Danh sách các kỳ Hội khỏe Phù Đổng toàn quốc
| Năm  | Đại hội | Đăng cai             | Thời gian             | Môn                | Vận động viên      | Các đoàn đứng đầu  | Các đoàn đứng đầu  | Các đoàn đứng đầu  | Tham khảo          |
| Năm  | Đại hội | Đăng cai             | Thời gian             | Môn                | Vận động viên      | Nhất               | Nhì                | Ba                 | Tham khảo          |
| ---- | ------- | -------------------- | --------------------- | ------------------ | ------------------ | ------------------ | ------------------ | ------------------ | ------------------ |
| I    | 1982    | Hà Nội               | 9 tháng 5–15 tháng 10 | 6                  | 737                | Không rõ           | Không rõ           | Không rõ           |                    |
| II   | 1987    | TP.HCM               | 20–27 tháng 7         | 9                  | 1.356              | Không rõ           | Không rõ           | Không rõ           |                    |
| III  | 1992    | Quảng Nam – Đà Nẵng  | 20–26 tháng 8         | 9                  | >2.000             | Không rõ           | Không rõ           | Không rõ           | [ 1 ]              |
| IV   | 1996    | Hải Phòng            | 4–11 tháng 8          | 10                 | >3.000             | Không rõ           | Không rõ           | Không rõ           | [ 2 ]              |
| V    | 2000    | Đồng Tháp            | 17–26 tháng 7         | Không rõ           | Không rõ           | Không rõ           | Không rõ           | Không rõ           |                    |
| VI   | 2004    | Thừa Thiên Huế       | 5–15 tháng 8          | 15                 | Không rõ           | TP.HCM             | Thừa Thiên Huế     | Hà Nội             | [ 3 ]              |
| VII  | 2008    | Phú Thọ              | 2–9 tháng 8           | 17                 | 5.800              | TP.HCM             | Hà Nội             | Phú Thọ            |                    |
| VIII | 2012    | Cần Thơ              | 4–12 tháng 8          | 19                 | 6.500              | TP.HCM             | Hà Nội             | Cần Thơ            |                    |
| IX   | 2016    | Nghệ An và Thanh Hóa | 1–10 tháng 8          | Không rõ           | 3.899              | TP.HCM             | Hà Nội             | Thanh Hóa          |                    |
| X    | 2020    | Bị hủy do COVID-19   | Bị hủy do COVID-19    | Bị hủy do COVID-19 | Bị hủy do COVID-19 | Bị hủy do COVID-19 | Bị hủy do COVID-19 | Bị hủy do COVID-19 | Bị hủy do COVID-19 |
| X    | 2024    | Hải Phòng            | 28 tháng 7–5 tháng 8  | 15                 | >8.000             | TP.HCM             | Hà Nội             | Hải Phòng          |                    |

## Các môn thi đấu

### Hội khỏe Phù Đổng toàn quốc
1. Điền kinh: THCS, THPT (nam, nữ)
2. Bắn nỏ: THPT (nam, nữ)
3. Bơi: THCS,TH, THPT (nam, nữ)
4. Bóng chuyền: THCS,THPT (nam, nữ)
5. Bóng đá: chung kết TH (nam), THCS (nam), THPT (nam, nữ)
6. Bóng bàn: THCS, THPT (nam, nữ)
7. Bóng rổ: THPT (nam, nữ)
8. Cầu lông: THCS, THPT (nam, nữ)
9. Cờ vua: TH, THCS và THPT, theo các lứa tuổi (nam, nữ)
10. Đá cầu: THPT (nam, nữ)
11. Karatedo: THCS, THPT (nam, nữ)
12. Kéo co: THPT (nam, nữ)
13. Taekwondo: THCS, THPT (nam, nữ)
14. Thể dục: THPT (nam, nữ)
15. Vovinam: THCS, THPT (nam, nữ)
16. Võ cổ truyền: THCS, THPT (nam, nữ)
17. Nhảy xà: THCS, THPT (nam, nữ)
18. Đẩy gậy: THCS, THPT (nam, nữ)
19. Đẩy tạ: THPT (nam, nữ)